# Orfeão Universitário do Porto
O Orfeão Universitário do Porto (OUP) ComM • ComIP é uma Instituição de Utilidade Pública constituída apenas por alunos da Universidade do Porto com fins culturais, beneméritos e académicos. Originalmente fundado em 6 de Março de 1912, sob a designação de Orfeão Académico do Porto, é das poucas associações a reunir estudantes de todas as Faculdades da Universidade do Porto. Conheceu reorganizações em 1937 e em 1942, datando deste último ano a designação que perdura.
Entre outras músicas, tem no seu repertório de originais aquele que é considerado por muitos como o hino dos estudantes em Portugal, a música "Amores de Estudante", de 1937, de Paulo Pombo e Aureliano da Fonseca (antigos orfeonistas).
O OUP foi o primeiro grupo coral universitário a incluir naipes do sexo feminino em 1937 e, devido a esse facto, acabou por padronizar a partir de 1945 a versão feminina do traje académico português. 
Integrando uma das tunas académicas mais antigas do país - a Tuna Universitária do Porto (iniciada em Março de 1890 como Estudantina Portuense/Tuna Académica do Porto) - em 1987 o OUP cria o primeiro festival de tunas de Portugal, o Festival Internacional de Tunas Universitárias - "Cidade do Porto" - e em 1988 vê nascer no seu seio a primeira tuna académica feminina do país: a Tuna Feminina do OUP.
Actualmente o OUP é reconhecido como extensão cultural da Universidade do Porto pela sua Reitoria e como Entidade de Utilidade Pública pelo Estado Português. Possui 20 trabalhos discográficos e apresenta-se regularmente por todo o país e no estrangeiro, levando a palco uma amostra diversa da cultura portuguesa desde canto coral, danças e cantares regionais, fados e tunas. O seu Regente Artístico é o Maestro António Sérgio Ferreira, no cargo desde Janeiro de 2006.

## História

### Do Orphéon Académico à Tuna e Orfeão Académicos (1912-1928)

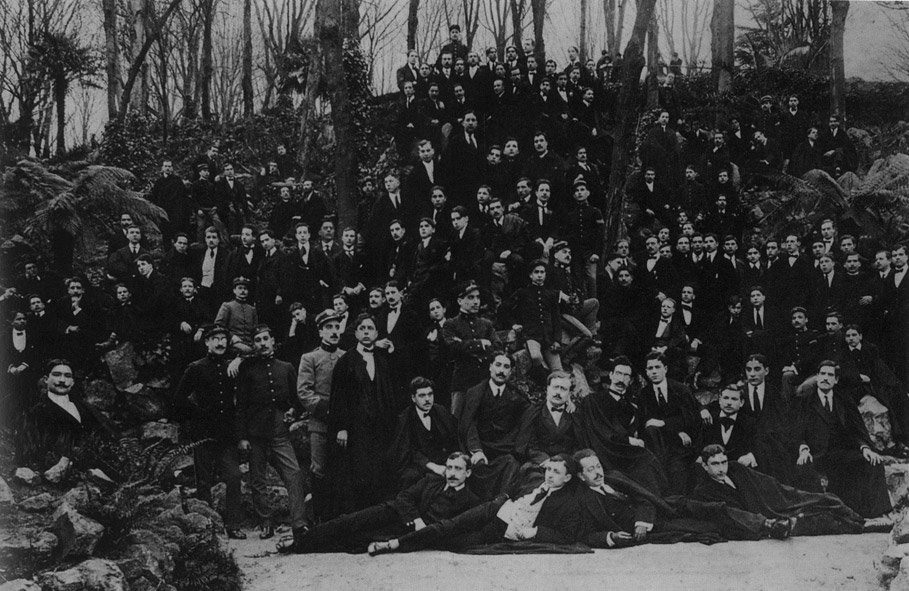
O Orphéon Académico do Porto de 1912

O Orfeão Académico do Porto foi fundado em 6 de Março de 1912, nas Comemorações do primeiro aniversário da Universidade do Porto, por um grupo de estudantes entusiastas apostados em revitalizar a Canção Portuguesa. Torna-se assim o primeiro organismo de cariz extracurricular da Universidade do Porto a reunir estudantes de todas as Faculdades. A Direcção artística é atribuída ao Maestro portuense Fernando Moutinho e, após três meses de ensaios, o Orphéon apresenta-se pela primeira vez no dia 1 de Junho na Festa da Canção Portuguesa, no Teatro Sá da Bandeira.

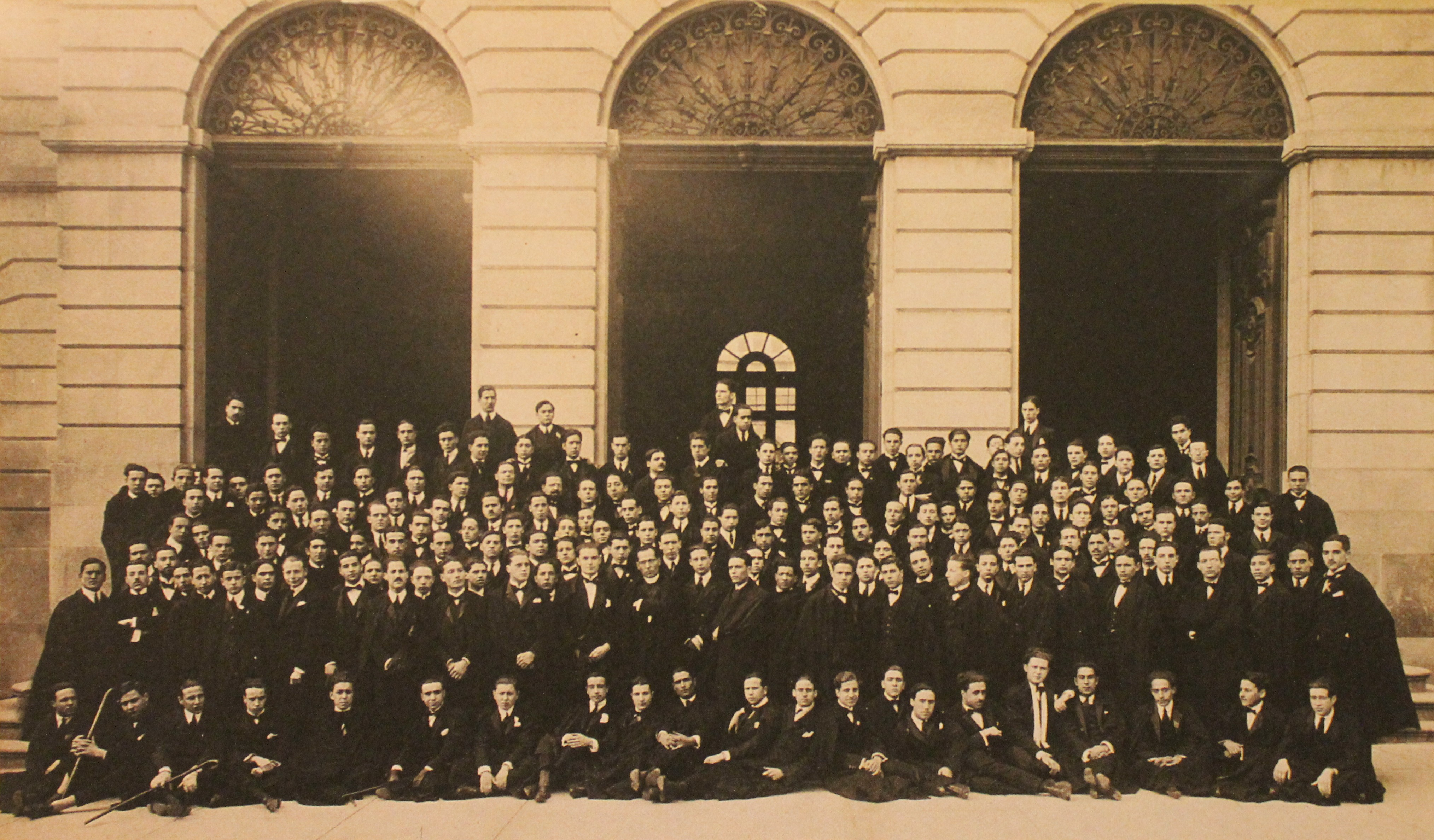
O Orfeão Académico do Porto de 1922

Desde cedo que o Orphéon se pretende mostrar fora de Portugal, apresentando-se então no vizinho Reino de Espanha nos anos de 1913, 1922, 1924 e 1928 e tendo obtido assinalado sucesso.

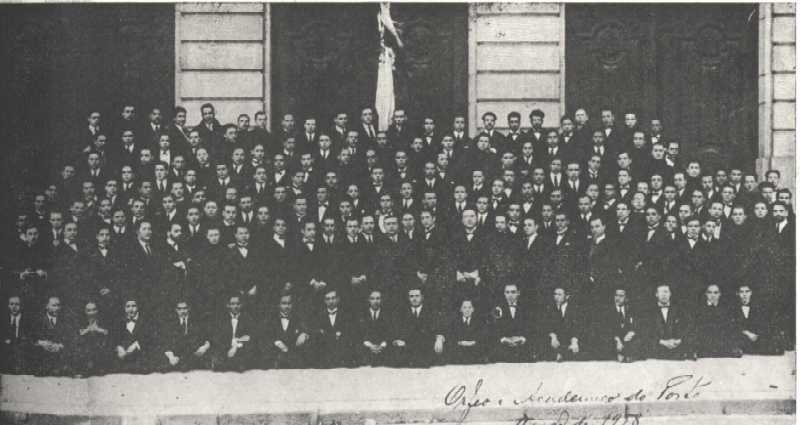
Orfeão Académico e Tuna Académica após Digressão a Barcelona, 1928.

Na digressão de 1922, apresenta-se em conjunto com a Tuna Académica do Porto e é recebido pelo rei de Espanha Afonso 13. Em 1928 tem a sua viagem celebrizada no livro Do Atlântico ao Mediterrâneo, de Parente de Figueiredo.

Sucedem a Fernando Moutinho, por ordem cronológica, Futuro Barroso (estudante de Engenharia), o Pe. Clemente Ramos, João Antunes e novamente Futuro Barroso (entretanto já formado). 

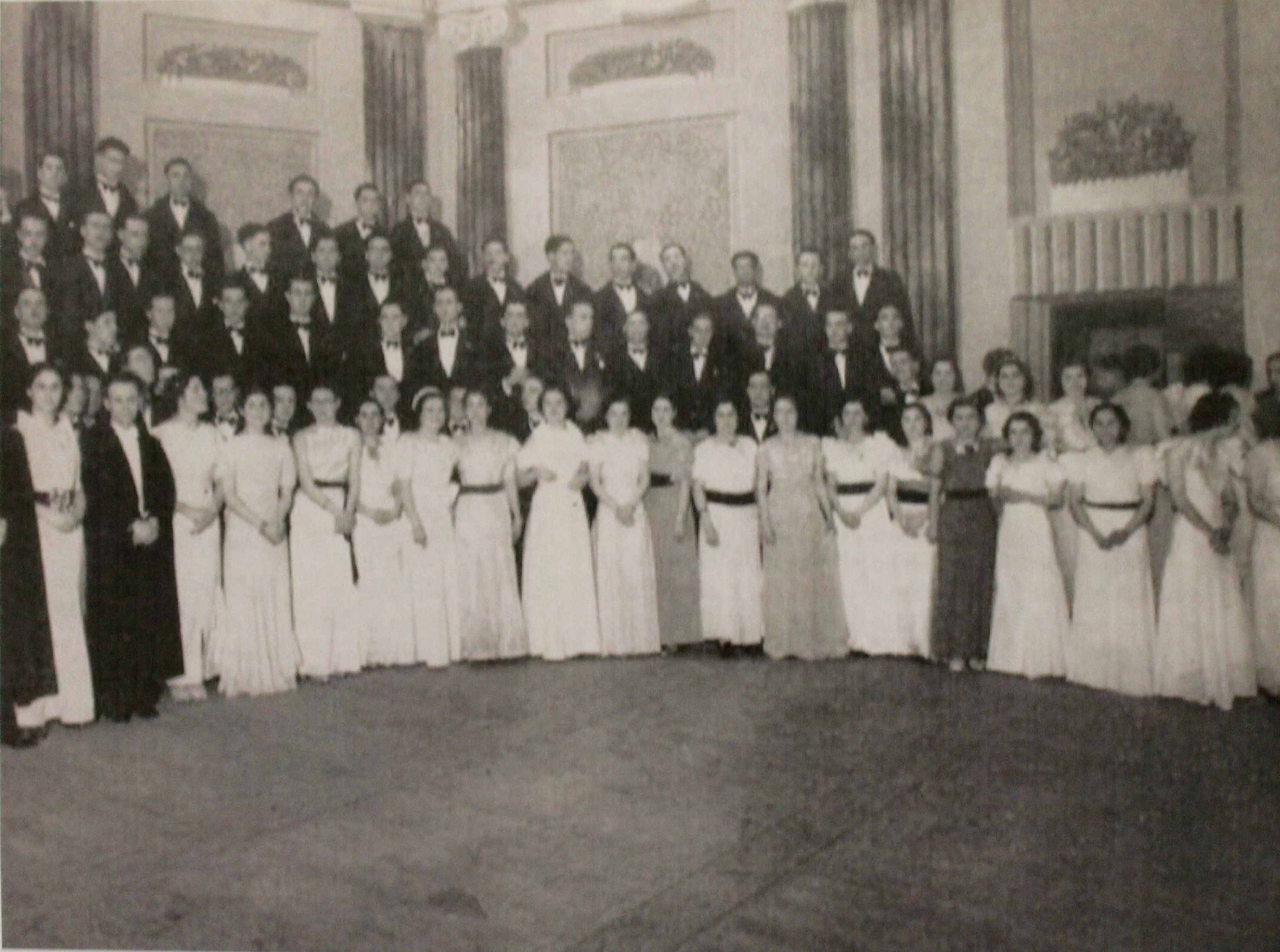
Apresentação do Orfeão no Teatro Rivoli, em 13 de Abril de 1937.

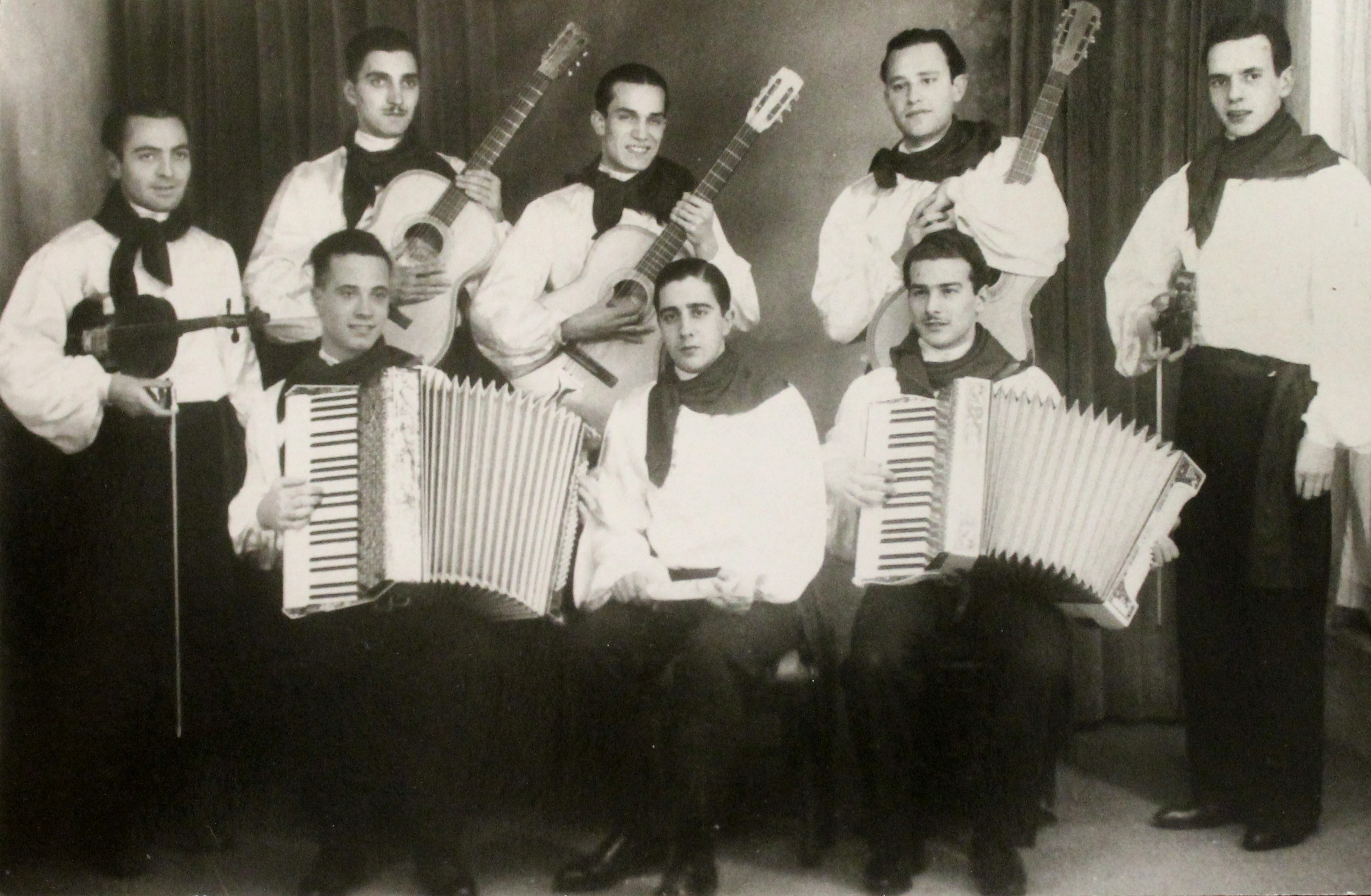
Orquestra Universitária de Tangos, 1937.

Enquadrado de uma forma mais ampla no Mouvement des Orphéons vivido em França desde os finais do século XIX, desde cedo que se manifesta imbuído de um profundo espírito patriótico e associativo, sendo plataforma privilegiada no florescer associativo académico portuense da primeira metade dos anos 20, onde pontificam a Associação Académica do Porto e a Associação dos Estudantes do Porto, o jornal Porto Académico e a Tuna Académica do Porto.
As circunstâncias sóciopolíticas da época, como a Primeira Guerra ou a Revolução de 28 de Maio, conduziram a frequentes hiatos na sua atividade, sendo que após a Digressão a Barcelona em 1928, o Orfeão Académico entra em crise profunda. Destino semelhante teriam a Associação Académica do Porto e a Faculdade de Letras, extinta polemicamente em 1928.

### Renascimento e "Amores de Estudante" (1937-1940)
Nas Comemorações do Centenário da Academia Politécnica e da Escola Médico-Cirúrgica do Porto, em Março de 1937, reorganiza-se o Orfeão e o Maestro Afonso Valentim assume o cargo de regente do então chamado Orfeão Académico da Universidade do Porto, que passa a incluir exclusivamente alunos da Universidade do Porto.

Capa da pauta de "Amores de Estudante", 1937

O Orfeão apresenta-se então à cidade para uma Récita no Teatro Rivoli no dia 13 de Abril de 1937, onde para além de um grupo coral que pela primeira vez conta com presença de naipes femininos, leva igualmente a palco outras variedades musicais e performativas.
É nesta altura que, ao lado do Orfeão, surge também reorganizada a velha Tuna Académica do Porto como Tuna Universitária do Porto, assim como a Orquestra Universitária de Tangos.

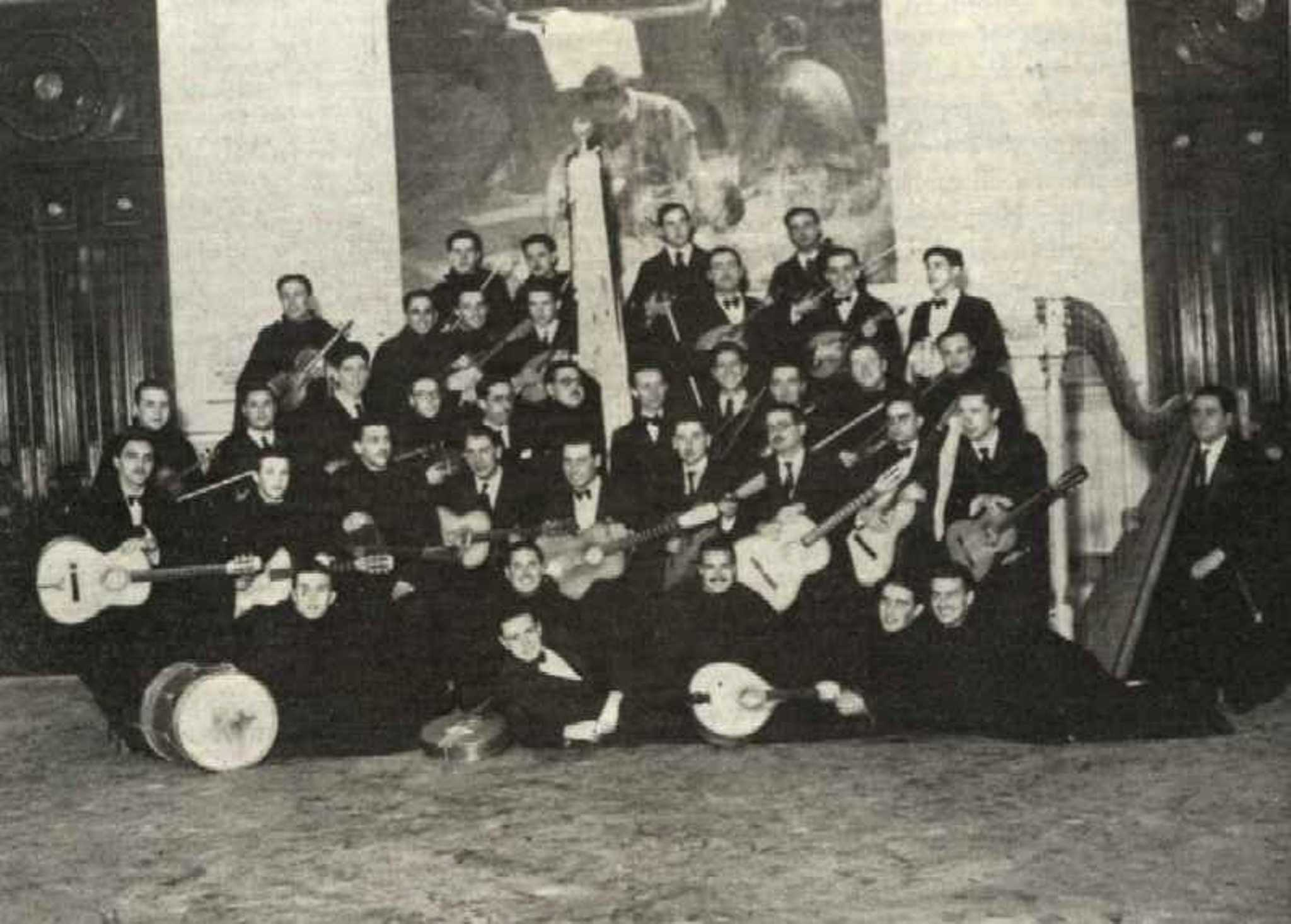
Tuna Universitária do Porto, 1937.

É ainda em 1937 que Aureliano da Fonseca (Medicina) e Paulo Pombo (Engenharia), elementos do Orfeão, da Tuna e da Orquestra de Tangos, fruto do sucesso que os tangos vinham obtendo entre as faixas mais jovens (muito por influência do artista Carlos Gardel) e da necessidade sentida de compor um tango português que traduzisse o sentir estudantil, compõem um tango-canção que intitularão de "Amores de Estudante".

Primeiro retrato do OUP reorganizado em 1942/43.

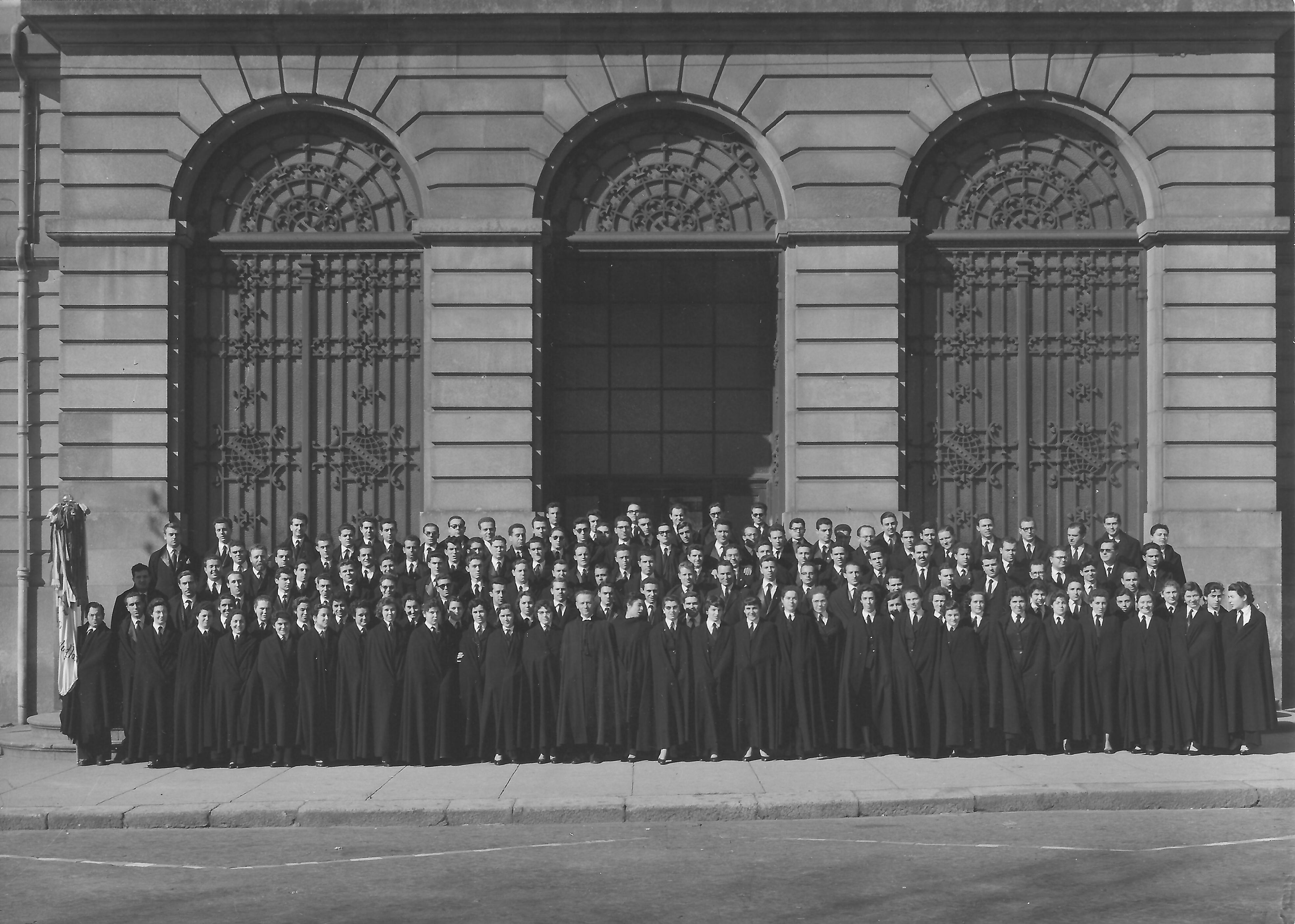
OUP que se deslocou a Angola em 1956

Aureliano da Fonseca compõe primeiramente a música e, associando Paulo Pombo (que mais tarde se tornará Presidente do Futebol Clube do Porto) ao processo, corporiza-se a letra que rapidamente se celebrizou entre o meio universitário e popular.
Este período dura até 1940/41, altura em que se dá nova crise e a actividade orfeónica cai uma vez mais adormecida.

### A reestruturação definitiva (1942-1949)
No ano lectivo de 1942/43, a intenção do Reitor José Pereira Salgado e do Maestro Afonso Valentim em não deixar morrer o Orfeão Académico encontra eco na acção dinâmica do estudante René Guimarães (Engenharia), que preside à comissão reorganizadora da qual resultará a reestruturação do agora renomeado Orfeão Universitário do Porto, nunca mais este cessando a sua actividade até aos dias de hoje.
É também nesta altura, em 1945, que o OUP passa a aceitar oficialmente como associados estudantes do sexo feminino que, dada a necessidade destes elementos envergarem traje académico à semelhança dos colegas homens, resultou na padronização no seio do OUP da versão feminina do traje académico que as universitárias portuguesas ainda usam actualmente.
Com a evolução gradual das várias "Festa da Pasta" no Porto para Queima das Fitas, o OUP e os orfeonistas estão desde logo envolvidos na sua génese, com René Guimarães a dinamizar o primeiro cortejo da Queima em 1945 e com o Orfeão a corporizar a componente artística da Queima das Fitas, nomeadamente os seus Saraus e Serenatas. Estabilizado e com actividade artística regular, o OUP parte de novo para deslocações mais distantes, com visitas a Espanha (1947) e à Madeira (1949).

### Afirmação e projecção (1950-1973)

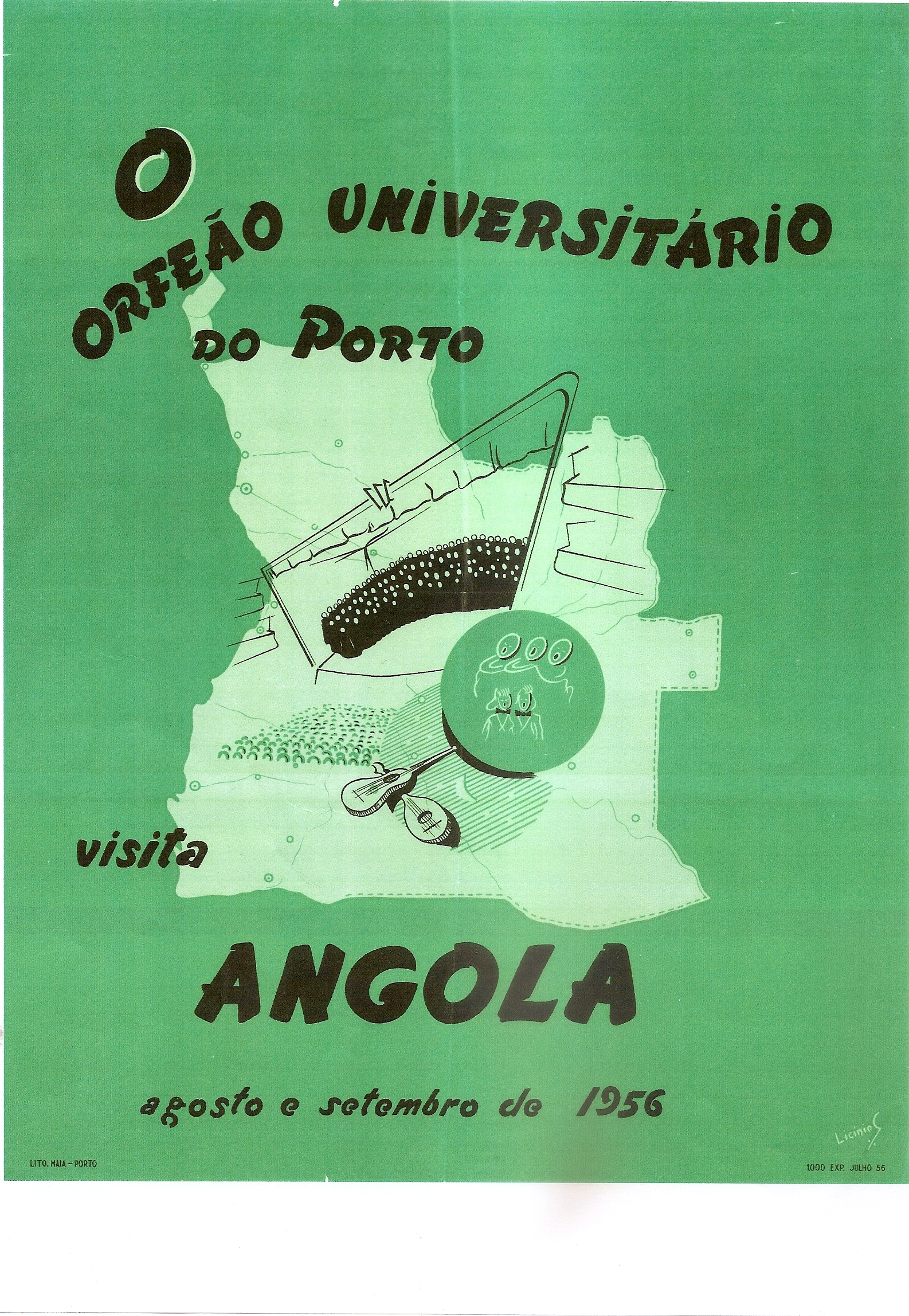
Cartaz da Digressão a Angola, 1956.

Com a sua actividade artística, associativa e académica crescentemente consolidada, o OUP entra na década de 50 com marcantes deslocações à Madeira e a Sevilha e vê a qualidade do seu trabalho intenso reconhecido pela Câmara Municipal do Porto, que lhe atribui em 1950 a Medalha de Ouro de Mérito Artístico da Cidade do Porto. Em 1951 e 1953 o OUP desloca-se novamente a Espanha, obtendo bastante sucesso com espectáculos na Galiza e em Madrid. Em 1952, o Estado Português, através do Presidente da República Craveiro Lopes, reconhece o OUP como Comendador da Ordem da Instrução Pública.
O ano de 1956 marca a primeira deslocação orfeónica a outro continente, com a sua digressão a Angola que constitui um marco assinalável na sua história. Em 1957 o OUP celebra o seu 45º aniversário com um programa que inclui uma Missa pelos orfeonistas falecidos, sessão de cumprimentos ao Reitor Amândio Tavares, romagem ao túmulo do antigo Reitor Pereira Salgado, um Sarau e fechando com um banquete na Faculdade de Engenharia. Em 1959 o OUP volta a África, desta vez para uma digressão a Moçambique.

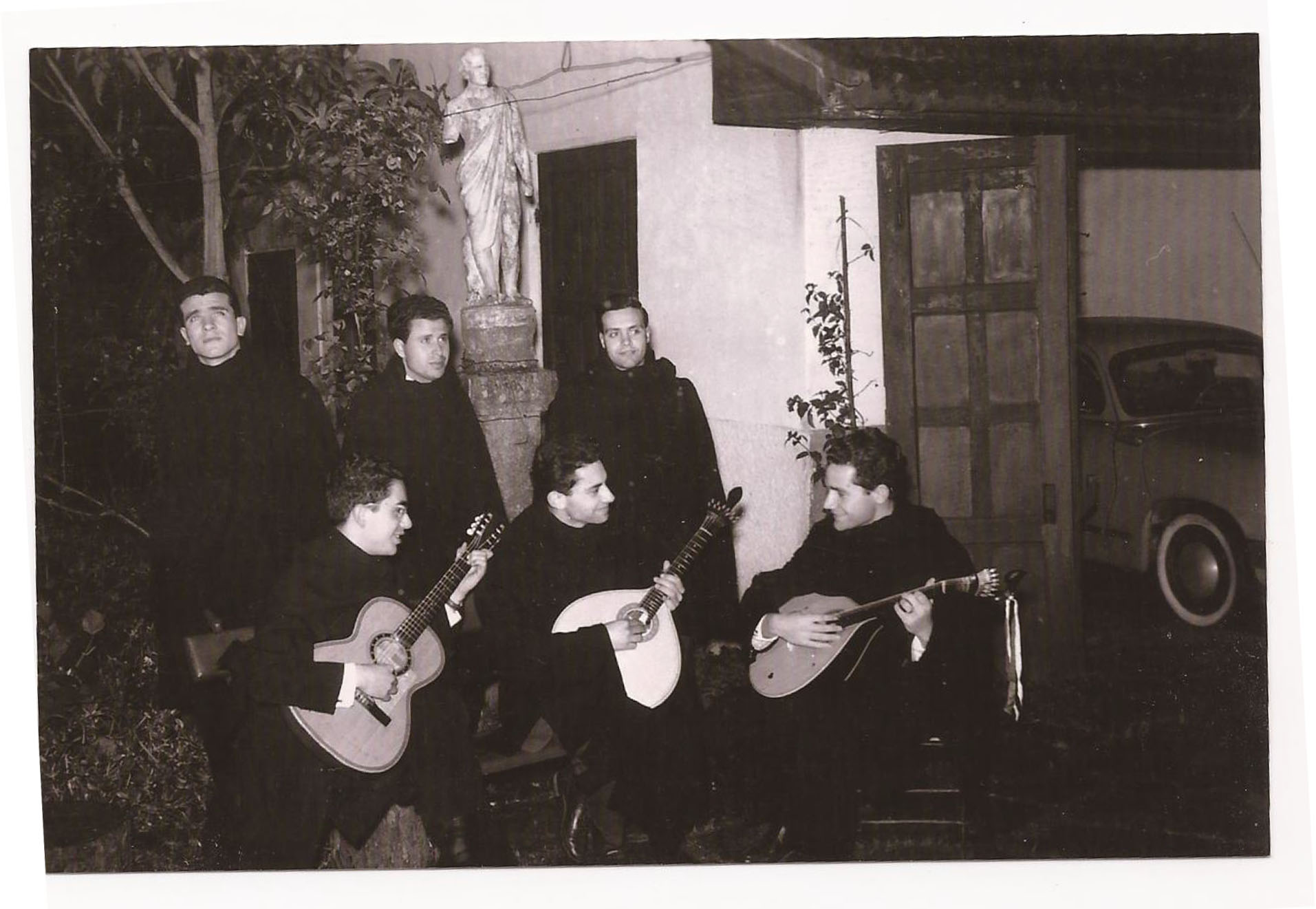
Grupo de Fados do OUP, 1956

É durante a década de 50 que o OUP começa a integrar nos seus espectáculos de forma regular uma componente de variedades. Essa componente passava essencialmente pela etnografia, nomeadamente danças folclóricas e de Pauliteiros de Miranda e pelo grupo de fados. Na recolha de elementos etnográficos pelo OUP, contou-se com a colaboração preciosa do reconhecido poeta, professor e folclorista Pedro Homem de Melo. É também na década de 50 que o Orfeão arranca com uma regular edição de publicações próprias, através do jornal ORFEÃO que passará depois a formato de revista. Paralelamente, era hábito dos orfeonistas realizar publicações pontuais, normalmente de elevado teor satírico, no contexto das suas Digressões de Verão.
Em 1960 o Orfeão Universitário do Porto é reconhecido pelo Estado Português, através do Presidente da República Américo Thomaz, com o grau de Comendador da Ordem da Benemerência. Ainda em 1960 lança o primeiro dos trabalhos discográficos a serem gravados pela editora ORFEU, com um EP da sua Orquestra de Tangos. Em 1962 realiza novas digressões a Espanha (Santiago de Compostela e Salamanca) e a Angola.

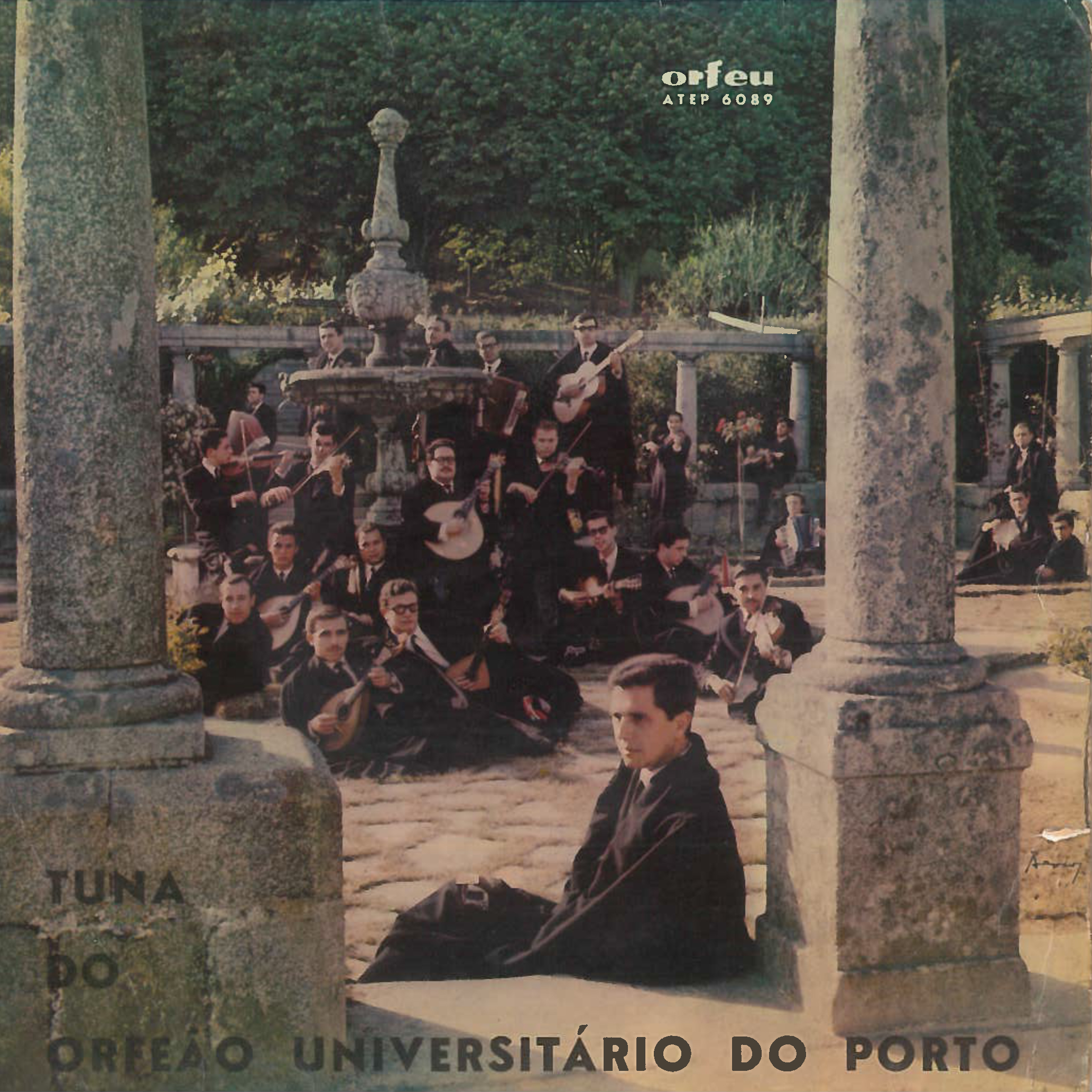
EP "Tuna do Orfeão Universitário do Porto", 1964

Durante o ano de 1964 lança três EP's pela ORFEU, com registos da Tuna, da Orquestra de Tangos e do Grupo de Mornas e Coladeiras de Cabo Verde. O EP da Tuna do OUP, com a primeira gravação do tema "Amores de Estudante", assume-se como um verdadeiro sucesso mediático que o cimenta como verdadeiro hino académico. Em 1965 desloca-se novamente a Espanha e pela primeira vez ao Brasil e em 1966 retorna às gravações discográficas, lançando dois novos EP's, pela sua Tuna e Orquestra de Tangos. 

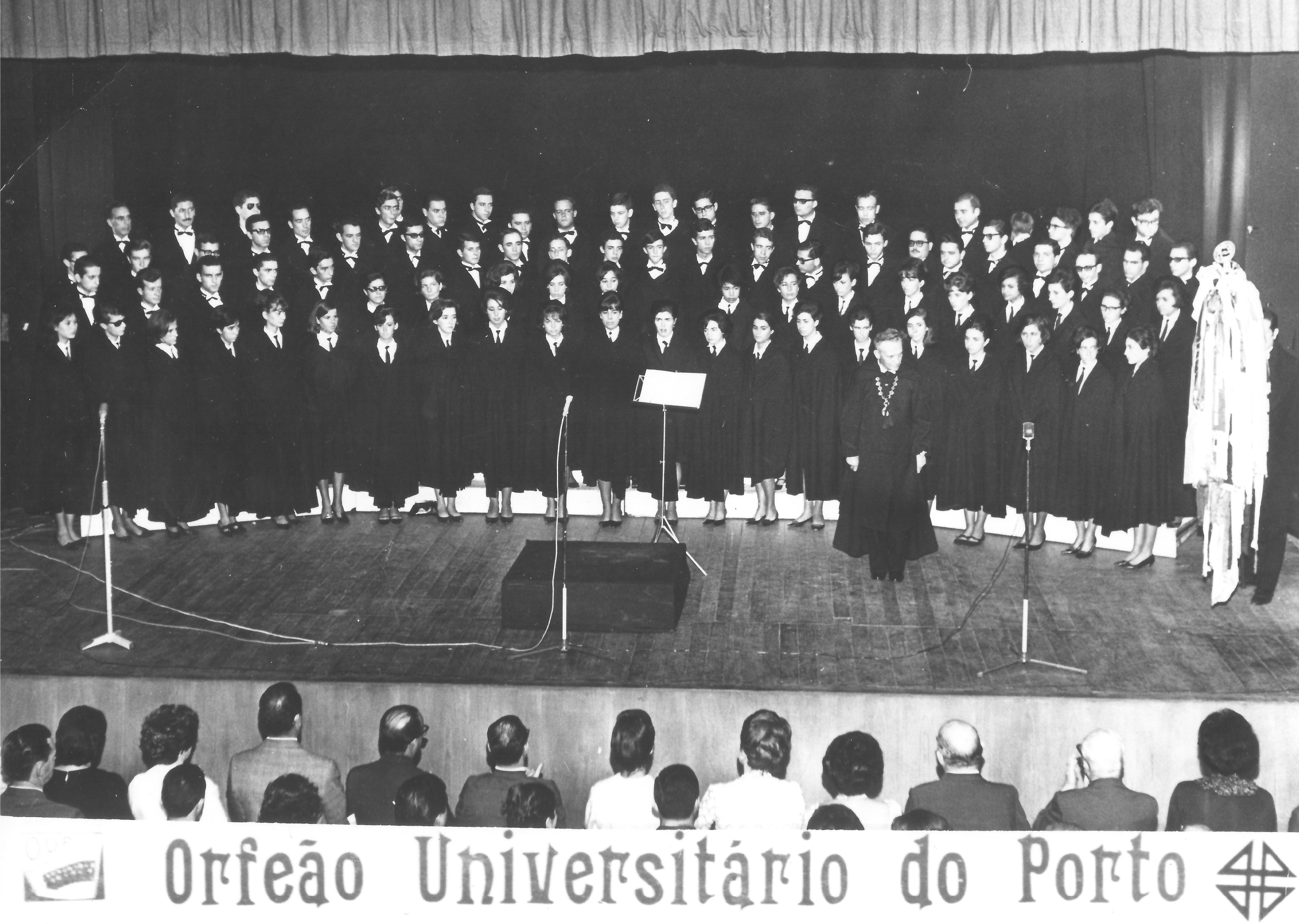
Actuação no Rio de Janeiro, 1965

Em 1967 dá-se a despedida do Maestro Afonso Valentim, regente artístico do OUP durante 30 anos, com um espectáculo de homenagem no Ateneu Comercial do Porto, sendo-lhe atribuída a categoria de Sócio Honorário do OUP. Foi ainda sob a sua regência que, no dito ano, o OUP saiu pela primeira vez da Península Ibérica, fazendo uma digressão a França.
Em 1968 o Orfeão é recebido no Palácio de Belém pelo Presidente da República e na Páscoa, já sob a regência do Maestro Gunther Arglebe, desloca-se à América do Norte para uma Digressão aos Estados Unidos da América. Em 1969 o OUP regressa a África para nova digressão a Moçambique. 
O Professor Fernando Jorge Azevedo assume a regência artística do OUP em 1969 e, em 1970, o OUP visita pela primeira vez os Açores em digressão. Em 1971 regressa mais uma vez a África para a sua terceira digressão a Angola.
No contexto do seu 60.º aniversário, em 1972 o OUP lança pela editora ORFEU um LP do seu Sarau.
Em Agosto de 1973 realiza uma digressão à Venezuela e no Outono seguinte passa a ter como Regente Artístico o Maestro Mário Mateus.

### Sobrevivência e adaptação (1974-1986)

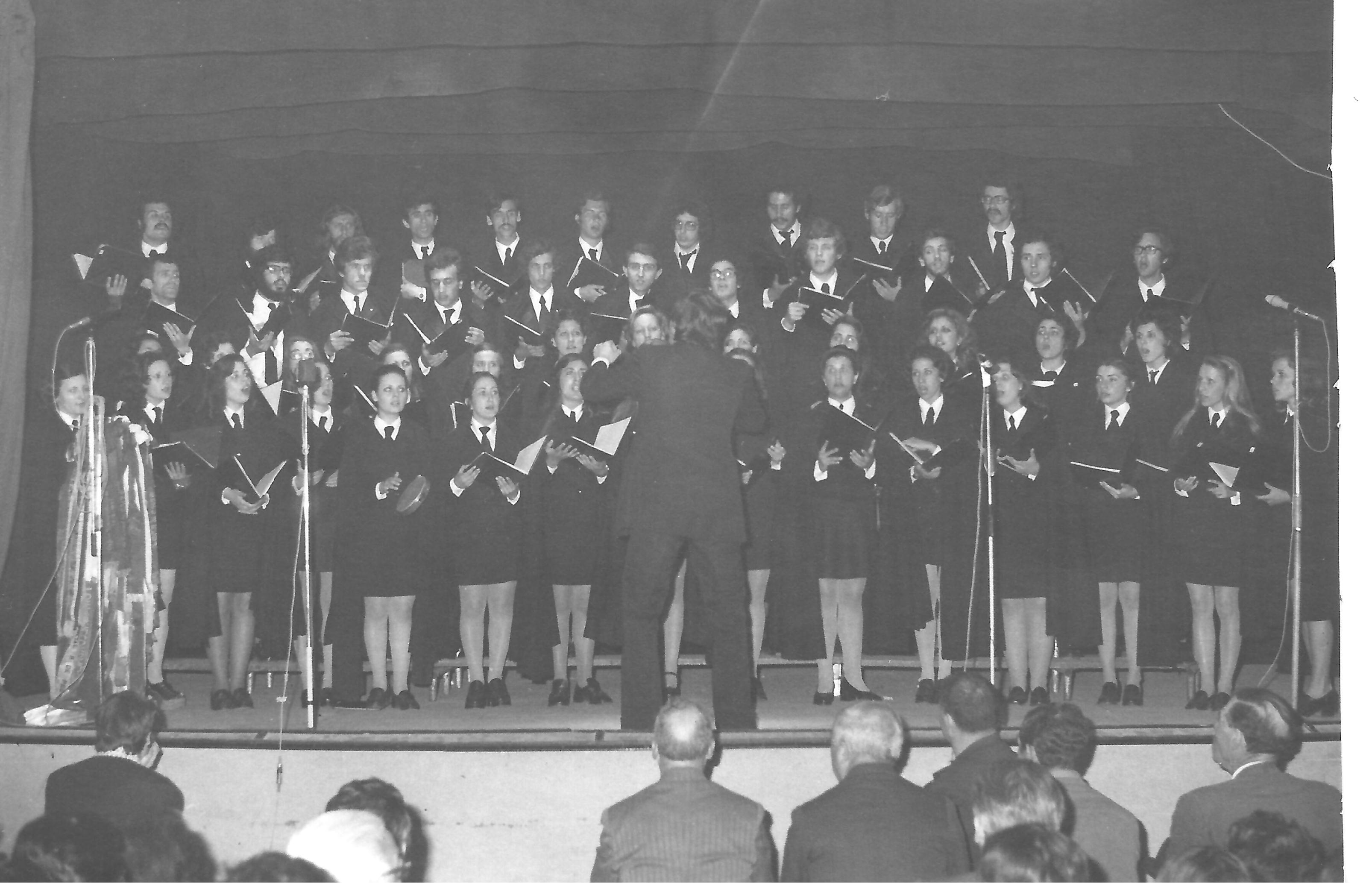
OUP em 1974

Com o Luto Académico decretado na Academia de Coimbra em 1969 e aplicado no Porto a partir de 1972 com o fim da Queima das Fitas, sentidos como culminar da Crise Académica que se vinha a prolongar, a grande maioria do corpo universitário suspende as tradições académicas. Assim, o uso da capa e batina e manifestações tradicionais de vertente artística (como a Canção de Coimbra) praticamente se extingue.

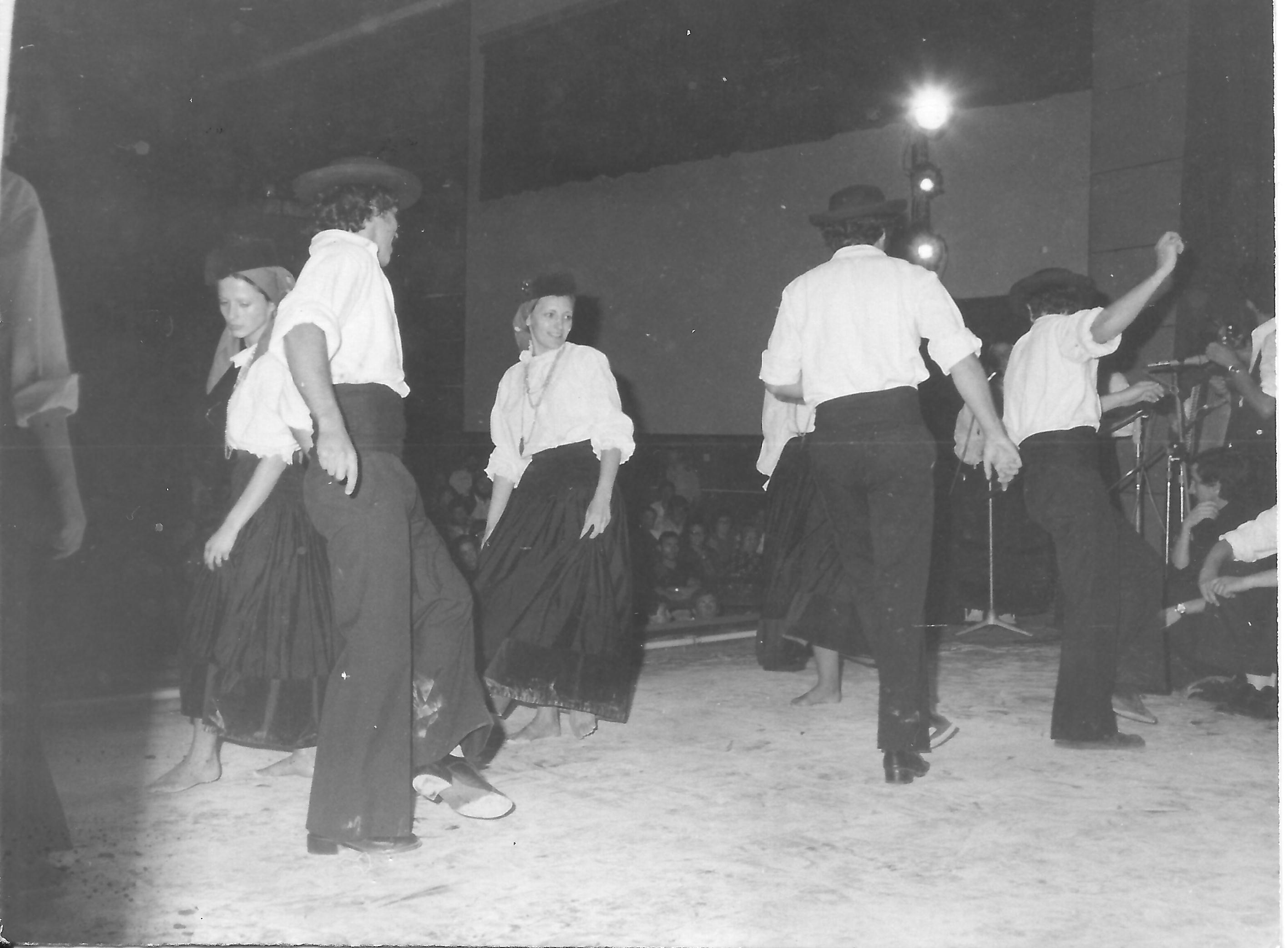
OUP nos Açores, 1976.

Com a Revolução de 25 de Abril de 1974 e seu desenrolar para o Processo Revolucionário em Curso (PREC), as tradições começaram a ser encaradas por sectores mais revolucionários como manifestações de espírito conservador afecto ao antigo regime do Estado Novo e, portanto, profundamente ostracizadas e combatidas por estes. No OUP, derivado dos seus estatutos, o uso do traje académico vai sobrevivendo e no Sarau Anual de 1974, realizado um mês após a revolução, ainda se tocam fados de Coimbra. No entanto, em 1976 o OUP não realiza o seu habitual Sarau no Porto, realizando-o nos Açores.

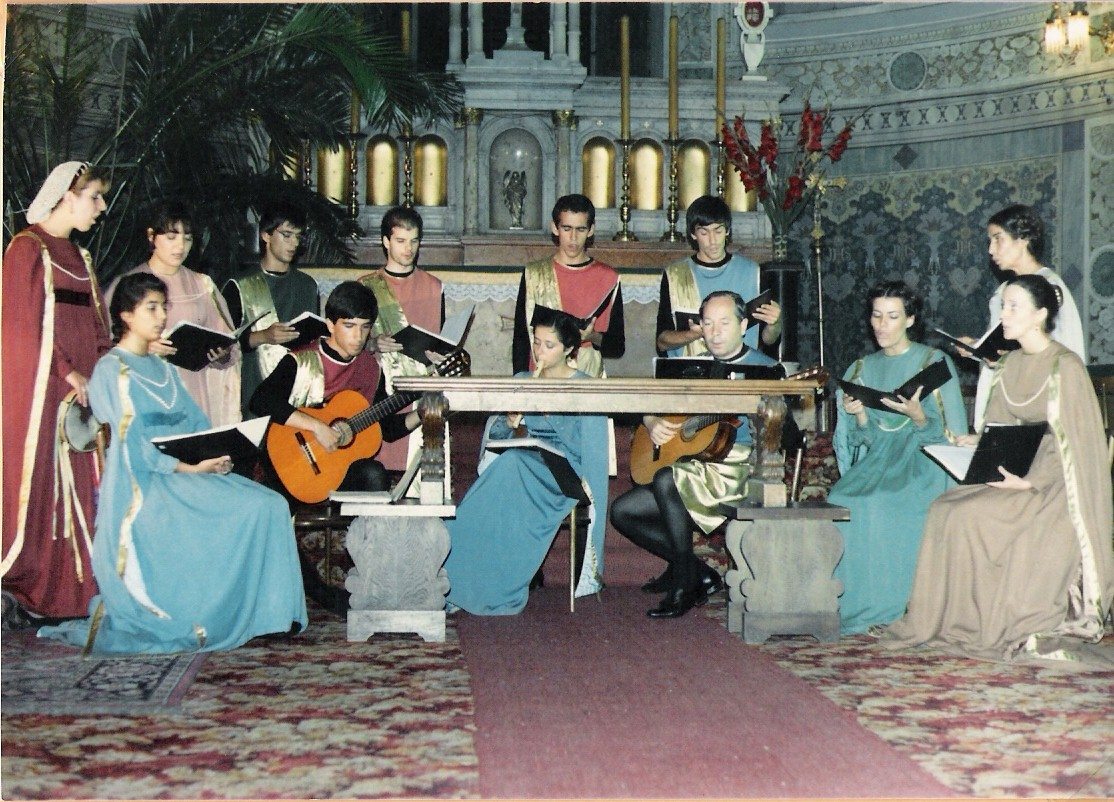
OUP (madrigalistas) na DV da Polónia, 82.

Em 1977 o OUP celebra o seu 65º Aniversário com um grande Sarau onde participa igualmente a Associação dos Antigos Orfeonistas da Universidade do Porto, que à prestação coral e etnográfica do OUP acrescenta a componente de fados de Coimbra e de tuna, garantida pelos antigos orfeonistas. Em 1978 surgem as primeiras intenções de revitalização de costumes académicos, com a realização de um cortejo em Maio, que ficou conhecido como a Mini Queima, e que foi interrompido devido a provocações e confrontos com elementos afectos a forças revolucionárias de esquerda. Em 1978 o OUP desloca-se pela primeira vez a Itália. Em 1979 ressurge plenamente a Queima das Fitas, marcando definitivamente a reinstituição gradual das manifestações tradicionais académicas que virá pavimentar o caminho para o OUP se reassumir como centro gravitacional dessas mesmas vivências académicas.
Na primeira metade da década de 80 o OUP volta a procurar a projecção internacional que tinha mantido com digressões regulares até aos inícios dos anos 70, mas que no passado recente se tinham tornado cada vez mais raras. De facto, depois da Venezuela em 1973 o OUP apenas volta ao estrangeiro em 1978 com deslocação a Itália. Assim, recuperando o hábito das Digressões, em 1980 o OUP vai pela primeira vez à Grécia, em 81 e 82 regressa a França, em 85 visita pela primeira vez a Suíça e a Alemanha e em 86 regressa à Grécia.

### Oboomuniversitário e novo fôlego (1987-2002)

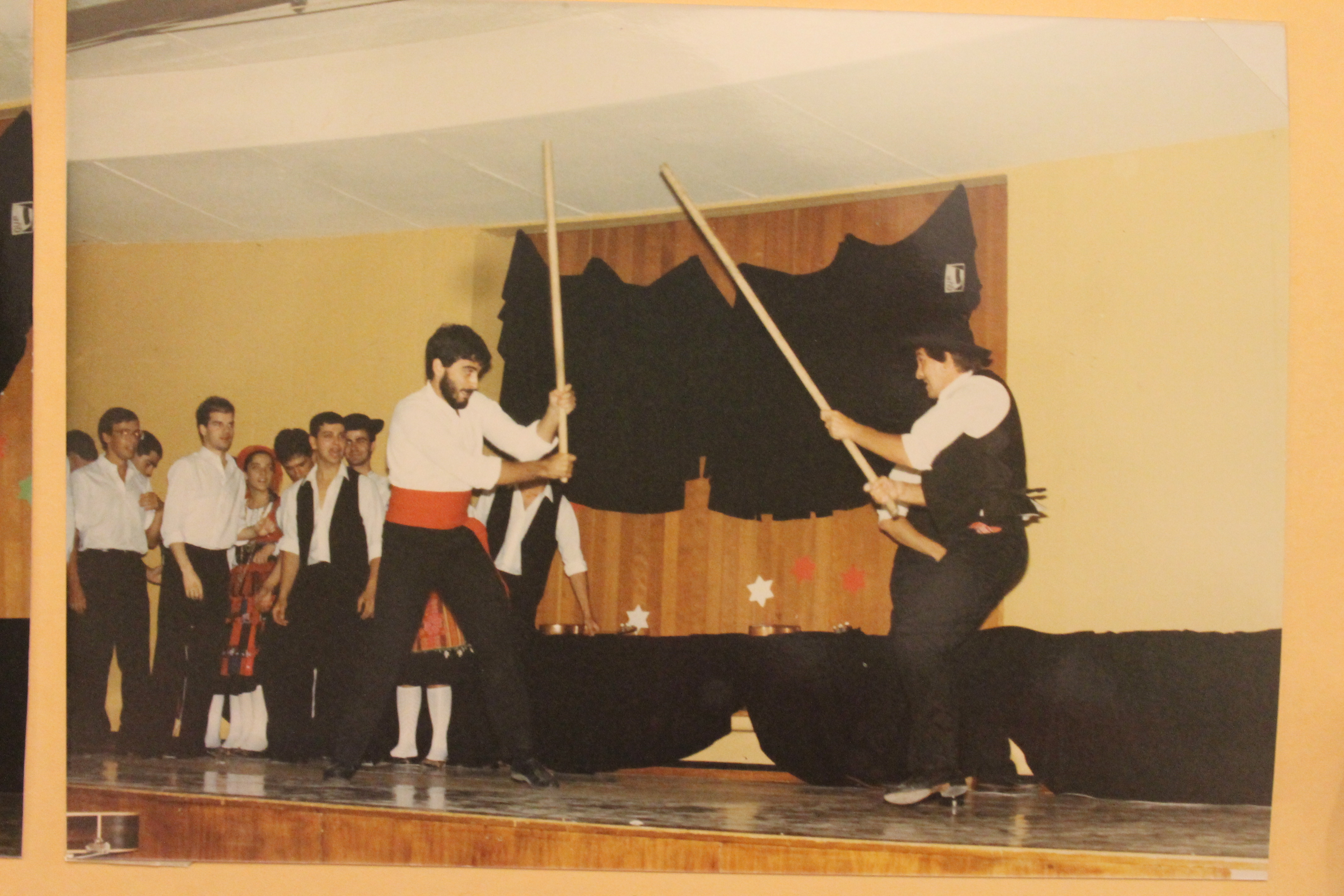
OUP (jogo do pau) na DV de 87

O ano de 1987 marca os 75 anos do OUP, que apresenta um programa de celebrações verdadeiramente ambicioso e inovador onde se inclui a 1ª Bienal de Canto Coral da Universidade do Porto e o I Festival Internacional de Tunas Universitárias - "Cidade do Porto" (FITU). Ainda em 87, o OUP parte novamente em digressão pela Suíça, Alemanha e atravessa pela primeira vez a "cortina de ferro", com visitas à Checoslováquia e Polónia. Em 1988 vê nascer no seu seio a Tuna Feminina do OUP (TUNAF) e, no Verão, estreia-se no Reino Unido com uma Digressão a Inglaterra.

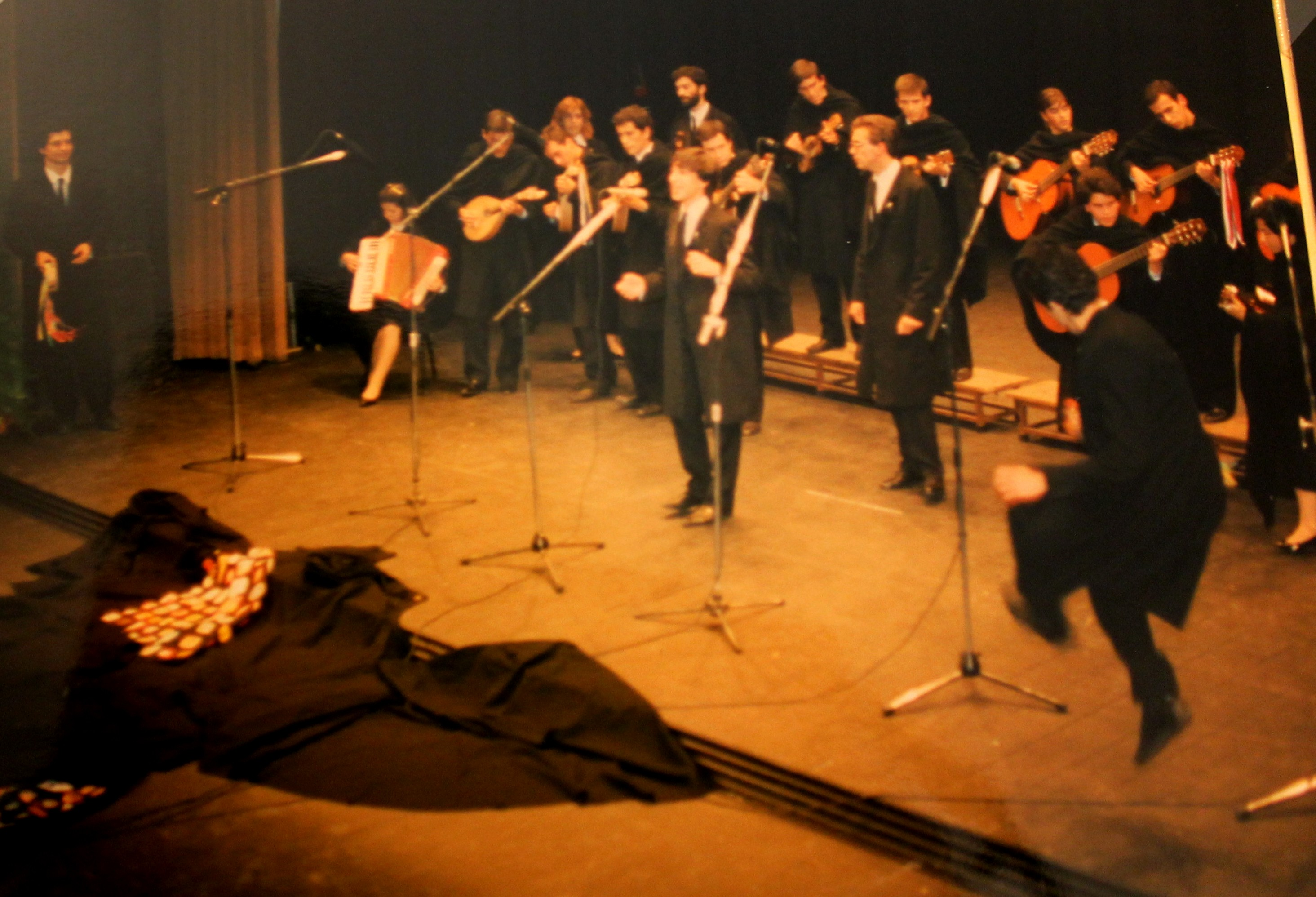
TUP no I FITU, 1987.

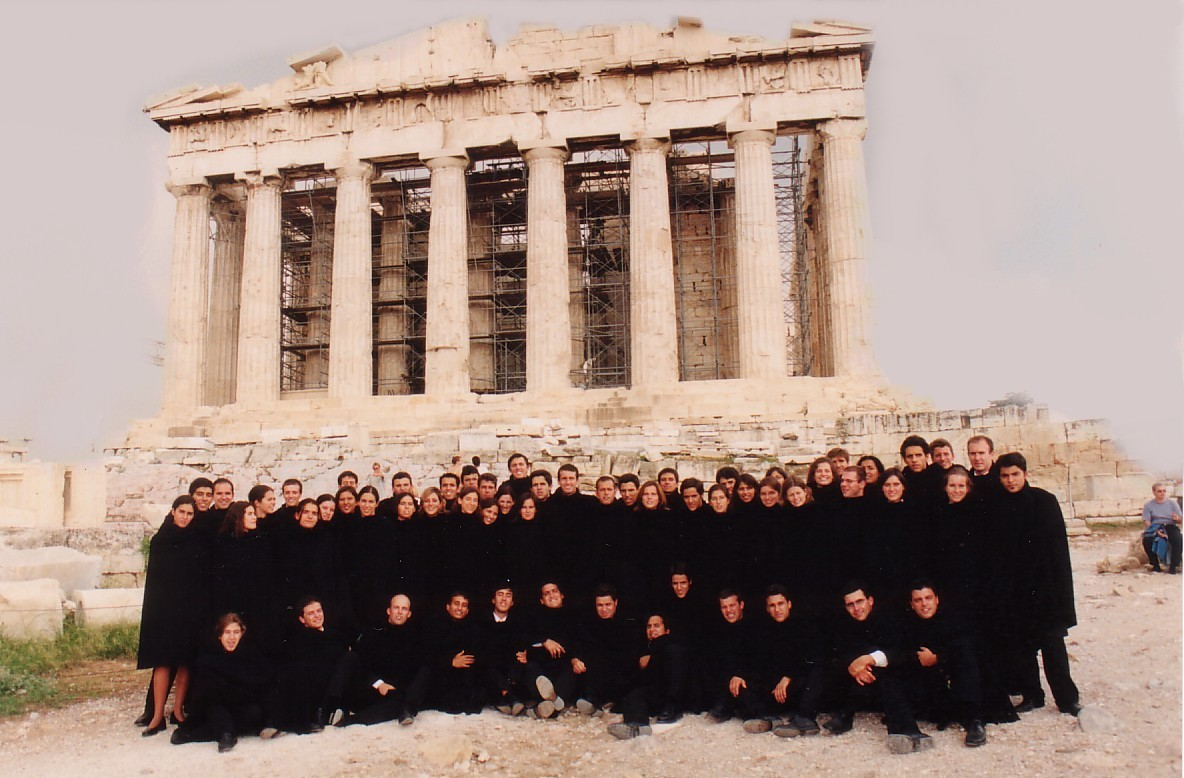
OUP na Grécia (Atenas), 2002.

Esta nova pujança orfeónica, a par com a reorganização da Tuna Universitária do Porto em meados de 1986, o enorme sucesso das primeiras edições do FITU e a criação da TUNAF, coincide com o boom universitário vivido em Portugal entre os finais dos anos 80 e o início dos anos 2000, com o número de estudantes nas academias a crescer quase exponencialmente e a surgirem novas instituições de ensino superior espalhadas pelo país. Privilegiando de uma posição muito favorável, dado ser o único grupo académico do género existente, o OUP cresce em número de sócios, com muitos proponentes a não conseguirem ingressar nas suas fileiras por limitação de vagas. Este boom universitário resulta igualmente num nascimento de tunas universitárias e festivais criados à semelhança dos novos moldes trazidos pela Tuna Universitária do Porto (TUP) e do FITU, desde Espanha. O OUP, através da TUP, apadrinha então as recém criadas Tuna de Engenharia da Universidade do Porto (TEUP), Cancioneiro Universitário do Campo Alegre (CUCA, Tuna da Faculdade de Letras da UP) e a Tuna Académica da Universidade Lusíada do Porto (TAULP). Através da TUNAF, apadrinha igualmente a Tuna da Faculdade de Ciências da Universidade do Porto (Javardémica) e a Tuna Feminina da Faculdade de Letras da Universidade do Porto. Elementos ou antigos elementos do Orfeão dão igualmente corpo às primeiras gerações de grupos como a TEUP, o Grupo de Fados de Engenharia ou o Grupo de Fados de Ciências.
Em 1991 o OUP regressa ao Brasil vinte e seis anos depois da primeira digressão a terras de Vera Cruz, iniciando um período áureo de deslocações ao estrangeiro. Em 1992 volta aos Estados Unidos, em 93 estreia-se no continente asiático com passagens pela Índia, China e Macau, em 94 regressa a África com passagens por África do Sul, Angola e Cabo-Verde e em 1995 volta ao Oriente para digressão pela Malásia, Tailândia e Macau. Em 1998 regressa ao Brasil para a sua Digressão de Verão.
No ano 2000, momento alto da pressão diplomática internacional sobre o caso de Timor-Leste liderada por Portugal, a Tuna Universitária do Porto toca um arranjo do tema de Luís Represas, "Timor", que rapidamente é acolhido pelos círculos universitários portugueses com o maior carinho e emoção, sendo incluído na gravação do CD ao vivo da Apresentação da Queima das Fitas do Porto do ano 2000, inteiramente gravado pela TUP e apoiado pela Federação Académica do Porto.
No âmbito das suas digressões de Verão, o OUP volta a Cabo Verde em 2001 e, em 2002, realiza nova digressão à Grécia.

### Fim da "era Mário Mateus" e Centenário (2003-2013)
Em 2003 o Orfeão vai em Digressão pela ilha da Madeira e, em 2004, a TUP e o Fado Académico vão à Argentina representar o Orfeão. Em 2005 o OUP desloca-se mais uma vez ao Brasil para nova digressão de Verão.
No final do ano artístico o Maestro Mário Mateus encerra um período de 30 anos de regência artística do organismo, despedindo-se com o lançamento de um CD de música coral intitulado "Cinco séculos de polifonia".
Em 2006 toma posse como Regente Artístico do OUP o Maestro António Sérgio Ferreira, que praticamente arranca a sua regência com a atuação do grupo coral do OUP nas cerimónias oficiais do 10 de Junho , realizadas no edifício da Alfândega do Porto e com a presença do Presidente da República, Cavaco Silva e do Primeiro Ministro, José Sócrates. 
O período de 2006 a 2012 é marcado pela criação de dois novos grupos no seio do OUP, o de Música Popular Brasileira e o de Pauliteiras de Miranda, assim como um novo vigor de grupos como a Tuna Universitária do Porto, Fado Académico, Fado de Lisboa e Pauliteiros, reforçados de intérpretes de elevada qualidade que estabilizam os grupos com nova projecção nacional e internacional. Em 2009, 2010 e 2011 a TUP desloca-se com destaque à Venezuela onde apoia na recolha de fundos para a construção da Basílica de Nossa Senhora de Fátima em 2010 e, em 2013, apresenta-se pela primeira vez no México. Em 2009, o Fado de Lisboa do OUP apresenta-se na Líbia e em 2010, o Fado Académico do OUP apresenta-se na Tunísia. Em 2011, os Pauliteiros de Miranda apresentam-se na Turquia.
Em 2012 o Orfeão Universitário do Porto assinala o seu centenário com um programa rico e ambicioso de celebrações e espetáculos que se prolonga durante um ano.

## Variedade artística
Sendo inicialmente fundado como um Coro e consagrando ainda nos seus estatutos a actividade coral como primordial, o OUP gradualmente se foi assumindo como artisticamente heterogéneo, sendo actualmente capaz de apresentar em palco o seu coro (clássico e popular), as suas Danças (Douro e Minho / Açores e Madeira), Tuna Universitária do Porto, Grupo de Fado Académico do OUP, Pauliteiros de Miranda, Cante Alentejano, Cantares de Maçadeiras, Fado de Lisboa, Jograis, Tuna Feminina do OUP, Pauliteiras de Miranda e Jogo do Pau.
Entre os grupos já desactivados contam-se a orquestra de tangos, o grupo cénico, orquestra de câmara, o grupo de mornas e coladeras, de canções napolitanas, de cantares espirituais negros, madrigalistas, Música Popular Brasileira e Orquestra Ligeira. E muitos outros como orquestra feminina, dança moderna e de danças de Israel.

## Condecorações e reconhecimentos
- Medalha de Ouro de Mérito Artístico da Cidade do Porto - 1950
- Comendador da Ordem de Instrução Pública - 1952
- Sócio Honorário da Casa do Distrito do Porto de Luanda - 1956
- Comendador da Ordem de Benemerência - 1960
- Sócio Honorário do Orfeão Portugal do Rio de Janeiro - 1961
- Medalha de Reconhecimento dos Bombeiros V. Portuenses
- Ordem de Mérito Infante D. Henrique da Casa de Portugal de S. Paulo
- Medalha de Gratidão da Casa do Porto no Rio de Janeiro
- Sócio Honorário do Sport Club Português, Newark, EUA - 1968
- Membro Benemérito da Portuguese American S. Foundation de Newark - 1968
- Sócio Honorário da Tertullians de Newark - 1968
- Sócio Honorário da Academia Musical de Angra do Heroísmo
- Membro Benemérito da Associação Humanitária Bombeiros Voluntários Bragança
- Sócio Honorário da Tuna Musical "A Vencedora de Vilar de Andorinho"
- Medalha de Prata da Associação Humanitária Bombeiros Voluntários Ermesinde

## Actuações e gravações discográficas
Para além da sua actividade regular na Cidade do Porto e arredores, o OUP apresenta uma forte agenda de digressões e de histórico de gravações discográficas.

### Digressões e actuações
A primeira digressão do Orfeão Universitário do Porto foi a Espanha, em 1913. Desde então, o OUP deslocou-se ao longo da sua história até África (Angola, Moçambique, África do Sul, Cabo Verde, Líbia, Tunísia, Marrocos e Namíbia), América do Sul (Brasil, Venezuela e Argentina), América do Norte (Estados Unidos e México), Europa (Espanha, França, Reino Unido, Luxemburgo, Itália, Holanda, Suíça, Alemanha, Polónia e Grécia) e Ásia (Turquia, India, China, Macau, Malaca, Malásia e Tailândia).

### Gravações
O primeiro lançamento discográfico do OUP foi uma gravação EP da sua Orquestra de Tangos em 1960 pela conhecida etiqueta ORFEU, fundada por Arnaldo Trindade. Em 1964, também pela ORFEU, é gravado um EP da Tuna do OUP contendo o primeiro registo discográfico do tema de 1937 "Amores de Estudante", que atingiu um elevado sucesso mediático.
O Orfeão Universitário do Porto apresenta 19 trabalhos discográficos entre a editora ORFEU e lançamentos em nome próprio, tendo acompanhado a evolução da indústria onde, além de lançamentos em EP, LP, Cassete e CD, tem lançado novos e anteriores trabalhos em plataformas online como o Spotify, Apple Music, YouTube ou Deezer.
Como gravações sob o seu próprio nome, o OUP apresenta:
- 2021 - Estúdio Atlântico (TUP)
- 2019 - Quo Fata Ferunt (Fado Académico, ao vivo)
- 2017 - Tradição viva, ao vivo. (Fado Académico, ao vivo)
- 2005 - Cinco Séculos de Polifonia (Coro)
- 2002 - Des(a)fiar o Tempo (Cantares de Maçadeiras)
- 2001 - Concerto de Apresentação Queima das Fitas 2000 (TUP ao vivo)
- 1997 - FITU uma década uma história (tunas ao vivo)
- 1996 - Um Percurso (TUP ao vivo)
- 1995 - Academia (Orquestra Ligeira, TUP, Fado Académico e Tuna Feminina do OUP)
- 1994 - VII FITU "Cidade do Porto" (tunas ao vivo)
- 1993 - Fado Académico (Fado Académico)
- 1991 - Acordes, Harpejos... ...Tainadas e Beijos (TUP)

Gravações sob a etiqueta ORFEU incluem:
- 1975 - Amores de Estudante (Tuna e Grupo de Mornas, compilação)
- 1972 - Sarau Comemorativo do 60º aniversário 71/2 (coro, folclore, fado académico e tuna)
- 1966 - Orquestra de Tangos do Orfeão Universitário do Porto (3º EP, Orquestra de Tangos)
- 1966 - Tuna do Orfeão Universitário do Porto (2º EP, Tuna)
- 1964 - Mornas de Cabo Verde (EP, Grupo de Mornas e Coladeiras)
- 1964 - Orquestra de Tangos do Orfeão Universitário do Porto (2º EP, Orquestra de Tangos)
- 1964 - Tuna do Orfeão Universitário do Porto (EP, Tuna)
- 1960 - Orquestra de Tangos do Orfeão Universitário do Porto (EP, Orquestra de Tangos)

## Regentes Artísticos
No período até 1937 foram seus Regentes Artísticos Fernando Moutinho, Futuro Barroso, Pe. Clemente Ramos, João Antunes e novamente Futuro Barroso (já engenheiro). Posteriormente, assumiram a regência o Maestro Afonso Valentim (em 1937 e de 1942 a 1967), o Maestro Gunther Arglebe (de 1967 a 1969), o Prof. Fernando Jorge Azevedo (de 1969 a 1973), o Prof. Mário Mateus (de 1973 a 2005) e o Maestro António Sérgio Ferreira (a partir de Janeiro de 2006).